# Gunnar Fredriksson
Stig Gunnar Fredriksson, född 27 september 1930 i Ystad, död 12 februari 2025 på Kungsholmen i Stockholm, var en svensk journalist och författare. 
Gunnar Fredriksson studerade vid Lunds universitet och blev fil.lic. i teoretisk filosofi 1961. Han var ordförande i Lunds studentkår. År 1984 blev han fil. hedersdoktor på Lunds universitet. Han var chefredaktör för Stockholms-Tidningen 1965–1966 och för Aftonbladet 1966–1980. Han fortsatte under många år därefter att vara kolumnist på Aftonbladet.

## Priser och utmärkelser
- 1995 – Tegnérpriset
- 2002 – Axel Liffner-stipendiet
- 2008 – Lotten von Kræmers pris